# Liste der Bodendenkmale in Zeschdorf
In der Liste der Bodendenkmale in Zeschdorf sind alle Bodendenkmale der brandenburgischen Gemeinde Zeschdorf und ihrer Ortsteile aufgelistet. Grundlage ist die Veröffentlichung der Landesdenkmalliste mit dem Stand vom 31. Dezember 2020.
Die Baudenkmale sind in der Liste der Baudenkmale in Zeschdorf aufgeführt.

## Bodendenkmale
| Gemarkung                         | Flur    | Kurzansprache                                                                                          | Bodendenkmalnummer | Bemerkung | Bild |
| --------------------------------- | ------- | --- | ------------------ | --------- | ---- |
| Alt Zeschdorf (Lage)              | 1       | Mühle deutsches Mittelalter, Mühle Neuzeit                                                             | 60197              |           |      |
| Alt Zeschdorf (Lage)              | 2       | Siedlung Neolithikum, Siedlung slawisches Mittelalter                                                  | 60198              |           |      |
| Alt Zeschdorf (Lage)              | 2       | Siedlung Steinzeit, Siedlung Eisenzeit, Siedlung slawisches Mittelalter                                | 60199              |           |      |
| Alt Zeschdorf (Lage)              | 2       | Siedlung Eisenzeit                                                                                     | 60200              |           |      |
| Alt Zeschdorf (Lage)              | 3       | Siedlung slawisches Mittelalter                                                                        | 60201              |           |      |
| Alt Zeschdorf (Lage)              | 3       | Siedlung Steinzeit, Siedlung Bronzezeit                                                                | 60202              |           |      |
| Alt Zeschdorf (Lage)              | 3       | Dorfkern deutsches Mittelalter, Dorfkern Neuzeit                                                       | 60203              |           |      |
| Alt Zeschdorf (Lage)              | 2       | Siedlung Bronzezeit                                                                                    | 60204              |           |      |
| Alt Zeschdorf (Lage)              | 1, 3    | Siedlung slawisches Mittelalter                                                                        | 60205              |           |      |
| Alt Zeschdorf (Lage)              | 1, 3    | Schloss Neuzeit, Dorfkern deutsches Mittelalter, Dorfkern Neuzeit, Siedlung Urgeschichte               | 60206              |           |      |
| Alt Zeschdorf (Lage)              | 1, 3    | Siedlung Eisenzeit, Siedlung slawisches Mittelalter                                                    | 60207              |           |      |
| Alt Zeschdorf (Lage)              | 1       | Siedlung Eisenzeit, Siedlung römische Kaiserzeit                                                       | 60208              |           |      |
| Alt Zeschdorf (Lage)              | 1, 3    | Siedlung Eisenzeit, Siedlung römische Kaiserzeit, Siedlung slawisches Mittelalter                      | 60209              |           |      |
| Alt Zeschdorf, Niederjesar (Lage) | 2, 6    | Siedlung Urgeschichte, Siedlung slawisches Mittelalter                                                 | 60210              |           |      |
| Alt Zeschdorf, Niederjesar (Lage) | 2, 4    | Siedlung Bronzezeit, Siedlung römische Kaiserzeit, Siedlung Eisenzeit                                  | 60418              |           |      |
| Alt Zeschdorf, Niederjesar (Lage) | 2, 6    | Siedlung Neolithikum, Siedlung römische Kaiserzeit, Siedlung slawisches Mittelalter                    | 60420              |           |      |
| Alt Zeschdorf, Niederjesar (Lage) | 2, 6    | Siedlung Urgeschichte, Gräberfeld slawisches Mittelalter                                               | 60421              |           |      |
| Döbberin (Lage)                   | 1       | Dorfkern deutsches Mittelalter, Dorfkern Neuzeit                                                       | 60218              |           |      |
| Döbberin (Lage)                   | 2       | Gräberfeld Bronzezeit                                                                                  | 60254              |           |      |
| Petershagen (Lage)                | 1       | Siedlung Bronzezeit                                                                                    | 60242              |           |      |
| Petershagen (Lage)                | 2       | Dorfkern deutsches Mittelalter, Dorfkern Neuzeit, Siedlung Bronzezeit, Siedlung slawisches Mittelalter | 60425              |           |      |
| Petershagen (Lage)                | 2       | Schanze Neuzeit, Siedlung Bronzezeit                                                                   | 60426              |           |      |
| Petershagen (Lage)                | 1       | Gräberfeld Bronzezeit                                                                                  | 60783              |           |      |
| Petershagen (Lage)                | 3       | Siedlung Neolithikum                                                                                   | 60784              |           |      |
| Petershagen (Lage)                | 1       | Siedlung slawisches Mittelalter                                                                        | 60786              |           |      |
| Petershagen (Lage)                | 4       | Siedlung römische Kaiserzeit                                                                           | 60787              |           |      |
| Petershagen (Lage)                | 4       | Siedlung römische Kaiserzeit, Siedlung Ur- und Frühgeschichte                                          | 60788              |           |      |
| Petershagen (Lage)                | 2       | Siedlung Steinzeit                                                                                     | 60789              |           |      |
| Petershagen (Lage)                | 3, 2, 4 | Dorfkern deutsches Mittelalter, Siedlung Bronzezeit, Siedlung Eisenzeit, Dorfkern Neuzeit              | 60790              |           |      |
| Petershagen (Lage)                | 1, 2    | Siedlung Eisenzeit                                                                                     | 60875              |           |      |
| Petershagen, Treplin (Lage)       | 3, 4    | Siedlung slawisches Mittelalter, Siedlung Eisenzeit, Siedlung Bronzezeit                               | 60521              |           |      |